# Campionati mondiali di slittino 1991
I Campionati mondiali di slittino 1991, ventottesima edizione della manifestazione organizzata dalla Federazione Internazionale Slittino, si tennero il 26 e 27 gennaio 1991 a Winterberg, in Germania, sulla pista omonima, la stessa sulla quale si svolsero le competizioni iridate nel 1989, e furono disputate gare in quattro differenti specialità: nel singolo uomini, nel singolo donne, nel doppio e nella prova a squadre.
Questa rassegna si sarebbe dovuta svolgere a Sigulda, in Unione Sovietica, ma la complessa situazione politica del paese ed in special modo delle regioni baltiche come quella lettone, che solo pochi mesi prima dell'inizio dei mondiali aveva dichiarato la propria indipendenza dall'URSS, fece desistere alcune federazioni nazionali dal prendere parte alla competizione; in conseguenza di ciò la federazione internazionale decise di spostare questa edizione iridata e scelse la cittadina tedesca che aveva ospitato i mondiali due anni prima.
Vincitrice del medagliere fu la squadra tedesca, capace di ottenere tre titoli e sette medaglie sulle dodici assegnate in totale: quelle d'oro furono conquistate da Stefan Krauße e Jan Behrendt nel doppio e da Susi Erdmann nel singolo femminile, che bissarono le loro vittorie ottenute proprio a Winterberg 1989, nonché dagli stessi Krauße, Behrendt ed Erdmann insieme a Georg Hackl, Jens Müller e Gabriele Kohlisch nella prova a squadre; nella gara individuale maschile la vittoria andò al rappresentante della nazionale italiana Arnold Huber.
Oltre ai tedeschi Susi Erdmann, Stefan Krauße e Jan Behrendt, che vinsero due medaglie d'oro, gli altri atleti che riuscirono a salire per due volte sul podio in questa rassegna iridata furono i connazionali Georg Hackl e Gabriele Kohlisch insieme ai fratelli italiani Arnold e Norbert Huber ed al loro connazionale Hansjörg Raffl.

## Risultati

### Singolo uomini
La gara fu disputata su due manches nell'arco di una sola giornata e presero parte alla competizione 50 atleti in rappresentanza di 22 differenti nazioni; campione uscente era il tedesco Georg Hackl, che concluse la gara al secondo posto, ed il titolo fu conquistato dall'italiano Arnold Huber, mentre al terzo posto giunse l'austriaco Markus Prock, già campione mondiale ad Igls 1987.
| Pos. | Atleti                 | Nazione     |
| ---- | ---------------------- | ----------- |
|      | Arnold Huber           | Italia      |
|      | Georg Hackl            | Germania    |
|      | Markus Prock           | Austria     |
| 4    | Jens Müller            | Germania    |
| 5    | Gerhard Plankensteiner | Italia      |
| 6    | Norbert Huber          | Italia      |
| 7    | Duncan Kennedy         | Stati Uniti |
| 8    | Robert Manzenreiter    | Austria     |
| 9    | Kazuhiko Takamatsu     | Giappone    |
| 10   | Herbert Studer         | Austria     |

### Singolo donne
La gara fu disputata su due manches nell'arco di una sola giornata e presero parte alla competizione 29 atlete in rappresentanza di 15 differenti nazioni; campionessa uscente era la tedesca Gabriele Kohlisch, che concluse la prova al secondo posto, ed il titolo fu conquistato dalla connazionale Susi Erdmann già vincitrice dell'oro iridato nel 1989, mentre al terzo posto giunse l'altra tedesca Jana Bode, al suo secondo podio mondiale.
| Pos. | Atleti               | Nazione          |
| ---- | -------------------- | ---------------- |
|      | Susi Erdmann         | Germania         |
|      | Gabriele Kohlisch    | Germania         |
|      | Jana Bode            | Germania         |
| 4    | Doris Neuner         | Austria          |
| 5    | Julija Antipova      | Unione Sovietica |
| 6    | Sylke Otto           | Germania         |
| 7    | Andrea Tagwerker     | Austria          |
| 8    | Gerda Weissensteiner | Italia           |
| 9    | Cameron Myler        | Stati Uniti      |
| 10   | Bonny Warner         | Stati Uniti      |

### Doppio
La gara fu disputata su due manches nell'arco di una sola giornata e presero parte alla competizione 50 atleti in rappresentanza di 14 differenti nazioni; campioni uscenti erano gli italiani Hansjörg Raffl e Norbert Huber, che conclusero la prova al terzo posto, ed il titolo fu conquistato dai tedeschi Stefan Krauße e Jan Behrendt, già campioni mondiali a Winterberg 1989 e secondi classificati ai Giochi di Calgary 1988, mentre al secondo posto giunse l'altra coppia tedesca composta da Yves Mankel e Thomas Rudolph.
| Pos. | Atleti                            | Nazione        |
| ---- | --------------------------------- | -------------- |
|      | Stefan Krauße Jan Behrendt        | Germania       |
|      | Yves Mankel Thomas Rudolph        | Germania       |
|      | Hansjörg Raffl Norbert Huber      | Italia         |
| 4    | Kurt Brugger Wilfried Huber       | Italia         |
| 5    | Jörg Hoffmann Jochen Pietzsch     | Germania       |
| 6    | Ioan Apostol Liviu Cepoi          | Romania        |
| 7    | Mark Grimmette Jonathan Edwards   | Stati Uniti    |
| 8    | Wendel Suckow William Tavares     | Stati Uniti    |
| 9    | Gerhard Gleirscher Markus Schmidt | Austria        |
| 10   | Jan Bakala Jiří Kraus             | Cecoslovacchia |

### Gara a squadre
La gara fu disputata nell'arco di una sola giornata e per ogni squadra nazionale presero parte alla competizione gli atleti che avevano ottenuto i migliori risultati nelle tre discipline in questa edizione dei mondiali; nello specifico la prova vide la partenza dei primi due singolaristi uomini e delle prime due donne, nonché del primo doppio per ogni nazione, che gareggiarono ciascuno in una singola manche, al termine di ognuna delle tre prove vennero assegnati punteggi decrescenti ai partecipanti e la somma totale dei punti così ottenuti laureò campione la nazionale tedesca di Georg Hackl, Jens Müller, Susi Erdmann, Gabriele Kohlisch, Stefan Krauße e Jan Behrendt davanti alla squadra austriaca composta da Markus Prock, Robert Manzenreiter, Doris Neuner, Andrea Tagwerker, Gerhard Gleirscher e Markus Schmidt ed al team italiano formato dai fratelli Arnold e Norbert Huber, da Gerhard Plankensteiner, Gerda Weissensteiner, Natalie Obkircher ed Hansjörg Raffl.
| Pos. | Squadra          | Atleti | Punteggio |
| ---- | ---------------- | --- | --------- |
|      | Germania         | Georg Hackl, Jens Müller Susi Erdmann, Gabriele Kohlisch Stefan Krauße / Jan Behrendt                       | 139       |
|      | Austria          | Markus Prock, Robert Manzenreiter Doris Neuner, Andrea Tagwerker Gerhard Gleirscher / Markus Schmidt        | 130       |
|      | Italia           | Arnold Huber, Gerhard Plankensteiner Gerda Weissensteiner, Natalie Obkircher Hansjörg Raffl / Norbert Huber | 128       |
| 4    | Stati Uniti      | Duncan Kennedy, Wendel Suckow Cameron Myler, Bonny Warner Mark Grimmette / Jonathan Edwards                 | N.D.      |
| 5    | Unione Sovietica | Valerij Dudin, ??? Julija Antipova, Natalija Jakušenko Levan Tibilovi / K'akha Vakht'angishvili             | N.D.      |
| 6    | Cecoslovacchia   | Jan Kohoutek, Radek Seffer Petra Matechová, Mária Jasenčáková Jan Bakala / Jiří Kraus                       | N.D.      |
| 7    | Canada           | Harington Telford, Christi-Adrian Sudu Katherine Salmon, Kim Ingram Robert Gasper / André Benoit            | N.D.      |
| 8    | Romania          | non conosciuti                                                                                              | N.D.      |
| 9    | Giappone         | non conosciuti                                                                                              | N.D.      |
| 10   | Svezia           | non conosciuti                                                                                              | N.D.      |

## Medagliere
| Posizione | Nazione  | Oro | Argento | Bronzo | Totale |
| --------- | -------- | --- | ------- | ------ | ------ |
| 1         | Germania | 3   | 3       | 1      | 7      |
| 2         | Italia   | 1   | 0       | 2      | 3      |
| 3         | Austria  | 0   | 1       | 1      | 2      |
| Totale    | Totale   | 4   | 4       | 4      | 12     |